# کاتوف (منطقه تابور)
کاتوف (به چکی: Katov) یک منطقهٔ مسکونی در جمهوری چک است که در منطقه تابور واقع شده است. کاتوف ۳٫۷۱ کیلومتر مربع مساحت و ۷۸ نفر جمعیت دارد و ۴۷۵ متر بالاتر از سطح دریا واقع شده است.